# Sonia Williams
Sonia Williams, född 28 maj 1979, är en antiguansk och barbudansk friidrottare. Hon deltog vid olympiska sommarspelen 1996 och olympiska sommarspelen 2008.